# Acertijo de la cebra
El acertijo de la cebra es un rompecabezas de lógica muy conocido. Existen muchas versiones, incluyendo una publicada en la revista Life International del 17 de diciembre de 1962. El volumen de Life del 25 de marzo de 1963 presentó la solución con un centenar personas de varios lugares que lo resolvieron.
El rompecabezas a menudo se le llama el acertijo de  Einstein porque se dice que Albert Einstein lo inventó cuando era joven; también se le atribuye a Lewis Carroll. Aun así, no existe evidencia de que ellos sean los autores. La revista Life Internacional menciona marcas de cigarrillos, como Kools, que no existían en vida de Carroll y Einstein.
El rompecabezas de la Cebra ha sido utilizado como benchmark en la evaluación de algoritmos de computación para solucionar problemas de satisfacción de restricciones.

## Descripción
La siguiente versión corresponde al rompecabezas publicado en la revista Life Internacional en 1962:

1. Hay cinco casas.
2. El inglés vive en la casa roja.
3. El español tiene un perro.
4. El dueño de la casa verde toma café.
5. El ucraniano toma té.
6. La casa verde está justo al lado derecho de la casa color marfil.
7. El fumador de The Old Gold tiene caracoles.
8. El fumador de Kools vive en la casa amarilla.
9. El hombre que vive en la casa del centro bebe leche.
10. El noruego vive en la primera casa.
11. El fumador de Chesterfields vive al lado del vecino que tiene un zorro.
12. El fumador de Kools vive al lado del vecino que tiene un caballo.
13. El fumador de Lucky Strike toma jugo de naranja.
14. El japonés fuma Parliaments.
15. El noruego vive al lado de la casa azul.

Entonces ¿quién toma agua? ¿quién vive con la cebra?

En aras de la claridad, debe agregarse que cada una de las cinco casas está pintada de un color diferente, y sus habitantes son de diferentes países, poseen diferentes mascotas, beben diferentes bebidas y fuman diferentes marcas de cigarrillos estadounidenses  [sic] . Otra cosa: en la declaración 6, "derecho" significa "a la" derecha.
Life International. 17 de diciembre de 1962

## Solución
Suponiendo que una persona bebe agua y tiene una cebra, entonces es posible no sólo deducir las respuestas a las dos cuestiones, sino también responder quién vive dónde, el color de la casa, mascota que tiene, la bebida que toma y la marca de cigarrillos que fuma.  Al considerar unas pocas pistas a la vez, es posible ir completando la solución correcta del rompecabezas. Por ejemplo, la pista 10, indica que el noruego vive en la casa #1, por la pista 15, se deduce que la casa #2 es azul. La casa del noruego, por tanto, no puede ser azul, ni puede ser roja, así el inglés vive (por pista #2), en la casa verde o en la marfil, la casa marfil (pista #6) está al lado derecho de la casa verde. Por tanto la casa del noruego es amarilla, entonces el noruego fuma Kools (pista #8).
El volumen de la revista Life International, del 25 de marzo de 1963, muestra la solución siguiente, y los nombres de varias personas que lo resolvieron alrededor del mundo.
| Casa         | 1        | 2            | 3         | 4               | 5          |
| ------------ | -------- | ------------ | --------- | --------------- | ---------- |
| Color        | Amarillo | Azul         | Rojo      | Marfil          | Verde      |
| Nacionalidad | Noruego  | Ucraniano    | Inglés    | Español         | Japonés    |
| Bebida       | Agua     | Té           | Leche     | Jugo de naranja | Café       |
| Cigarros     | Kools    | Chesterfield | Old Gold  | Lucky Strike    | Parliament |
| Mascota      | Zorro    | Caballo      | Caracoles | Perro           | Cebra      |

### Solución alterna
La Pista 10 menciona la "primera" casa, sin especificar si  es la casa  en el extremo izquierdo o derecho al estar delante de las casas. Aun así, seleccionando cualquier lado como la primera casa no cambia el resultado de quién bebe agua y de quién tiene la cebra.
| Casa         | 5               | 4          | 3         | 2            | 1        |
| ------------ | --------------- | ---------- | --------- | ------------ | -------- |
| Color        | Marfil          | Verde      | Rojo      | Azul         | Amarillo |
| Nacionalidad | Español         | Japonés    | Inglés    | Ucraniano    | Noruego  |
| Bebida       | Jugo de naranja | Café       | Leche     | Té           | Agua     |
| Cigarros     | Lucky Strike    | Parliament | Old Gold  | Chesterfield | Kools    |
| Mascota      | Perro           | Cebra      | Caracoles | Caballo      | Zorro    |

## Otras versiones
Otras versiones del rompecabezas varían con respecto a la versión de la revista Life Internacional, cambian los colores, las nacionalidades, las marcas de cigarrillo, las bebidas, y las mascotas, o las pistas están dadas en un orden diferente. Estos no cambian la lógica del rompecabezas.
Algunas versiones del rompecabezas indican que la casa verde está a la izquierda de la casa blanca, en lugar de a la derecha. Este intercambio de las dos casas las propiedades correspondientes hace que el rompecabezas sea más fácil de resolver.